# 真・うたわれるもののテーマ
「真・うたわれるもののテーマ」（しん・うたわれるもののてーま）は、2007年3月23日にアクアプラスより発売された『うたわれるもの・デスクトップアクセサリーズ』特典CDに収録されたボーナストラック曲、および2007年4月25日にLantisより発売されたシングルである。

## 概要
元々は、『うたわれるもの』のアフレコ現場に訪れた、オープニングテーマを歌唱したSuaraとテレビアニメ主題歌の話になった際に、本編のオンエアを見ていなかった事に対して「アレだろ、『うったわっれる〜もの〜♪』ってヤツ歌ってるんだろ」と小山剛志がその場凌ぎで取り繕ったものであった。
インターネットラジオ「うたわれるものらじお」第10回で披露した鼻歌（正確には数小節ではあるが歌詞の付いた歌である）がリスナーの間で話題となり、それがなし崩し的にフルコーラス化に発展し、2007年3月23日に発売された「うたわれるもの デスクトップキャラクターズ 初回限定版特典CD」にアコースティックバージョンが先行収録された。
マキシシングル版では、『うたわれるもの』の共演者たちやSuaraによるコーラスと合いの手が加わっており、編曲も水島康宏の手でなされている。
発売を間近に控えた2007年4月22日にディファ有明で開催された「うたわれるものらじお」「Radio ToHeart2」との合同公開録音イベントの第3部は『ToHeart2』と『うたわれるもの』関連のライブコーナーとなり、このマキシシングルに収録の2曲も歌われた（表題曲はアンコールで出演者全員での熱唱となった）。この模様はほぼノーカットでアクアプラスの通信販売限定でDVD化され、後にBlu-ray Disc版も一般発売された。
本人曰く「ネタソング」「歴史的出世曲」だが、発売当日のオリコンデイリーチャートでは初登場10位（アニメ・声優関連では1位）に、ウィークリーランキングでも16位に入った。
2008年4月27日に日本青年館で開催されたイベント『成仏』では、谷山紀章と共に『ひげロデオ』として歌った。

## 収録曲（マキシシングル版）
メインボーカルはいずれも小山剛志。表題にも使われている『うたわれるもの』の世界観はほとんど無視した、小山剛志本人のキャラクター全開の曲となっている（特に「ひげ独身のテーマ」）。
1. 真・うたわれるもののテーマ
作詞・作曲：小山剛志 / 編曲：水島康宏
コーラス：小山力也、柚木涼香、Suara、大原さやか、加藤将之、釘宮理恵、渡辺明乃、三宅華也、桐井大介、野島裕史、下山吉光、中原麻衣、浪川大輔
  - 冒頭に流れる「箱根の皆さ〜ん、うたわれるものですよ〜！！」は、小山力也が箱根での打ち上げ旅行で酔っ払った勢いで叫んだものがそのまま使われている（小山剛志はこれを暴露した張本人でもある。なお小山力也自身は、旅行で「箱根の皆さ〜ん…」と叫んだのは中原麻衣だと主張している）。また、阪本漢法製薬の精力剤『マカビンビン』の商品名も同社公認で使われている。
2. ひげ独身のテーマ
作詞・作曲：小山剛志 / 編曲：水島康宏
当初は小山力也と柚木涼香のデュエット曲をカップリング曲として収録する構想であったが、諸事情で頓挫した際の代替曲として、小山剛志が自身の境遇を交えながら冗談のつもりで作っていたと言うこの曲が急遽採用された。
3. 真・うたわれるもののテーマ（オフボーカル）
4. ひげ独身のテーマ（オフボーカル）
5. 真・うたわれるもののテーマはこう歌え!
先述のデスクトップアクセサリーズに収録されたアコースティックバージョンに、小山剛志、および小山力也・柚木涼香を交えてのバージョン。

## タイアップ
| 曲名                       | タイアップ                                                     |
| -------------------------- | -------------------------------------------------------------- |
| 真・うたわれるもののテーマ | インターネットラジオ「うたわれるものらじお」オープニングテーマ |